# Other Angels
Pour plus de détails, voir Fiche technique et Distribution.
Other Angels (Teslimiyet) est un film turc réalisé par Emre Yalgın, sorti en 2010.

## Synopsis
Sanem vit de la prostitution et partage un appartement avec trois travestis. Un jour, elle remarque un homme qui vient d'emménager dans le quartier. Sanem et Gökhan commencent à communiquer sans paroles. Quand elle perd son logement, elle se réfugie chez lui.

## Fiche technique
- Titre : Other Angels
- Titre original : Teslimiyet
- Réalisation : Emre Yalgın
- Scénario : Zeynep Özcan et Emre Yalgın
- Photographie : Seçkin Savaş
- Montage : Emrah Dönmez et Andreas Treske
- Musique : Özgür Şener
- Société de production : SFR Film, Logos Filmmaking
- Pays :  Turquie
- Genre : Drame
- Durée : 96 minutes
- Dates de sortie : 
  -  Turquie : 17 décembre 2010

## Distribution
- Didem Soylu : Sanem
- Kanbolat Görkem Arslan : Gökhan
- Özay Fecht
- Ayta Sözeri
- Buse Kılıçkaya
- Seyhan Arman : Hayat
- Zeynep Özcan
- Müfit Aytekin

## Distinctions
- Festival du film d'Ankara 2011 : nomination au prix du meilleur film[2]
- Chéries-Chéris 2011 : nomination au grand prix du meilleur film[2]
- Festival de Merlinka 2011 : nomination au prix du jury pour le meilleur film[2]